# Rytigynia rhamnoides
Rytigynia rhamnoides är en måreväxtart som beskrevs av Robyns. Rytigynia rhamnoides ingår i släktet Rytigynia och familjen måreväxter. Inga underarter finns listade i Catalogue of Life.